# Werner Bärtschi
Pour les articles homonymes, voir Bärtschi.
Werner Bärtschi né le 1er janvier 1950 à Zurich est un pianiste classique et compositeur suisse.

## Biographie
Bärtschi a étudié le piano et la composition avec Armin Schibler, Klaus Huber et Rudolf Kelterborn. Il a également été influencé par John Cage et Dieter Schnebel. Il joue notamment des œuvres de Giacinto Scelsi et Wilhelm Killmayer. Ses élèves comprennent Alfons Karl Zwicker et Roger Girod.

## Sélection discographique
- Horizons Touched. The Music of ECM (2007)
- Mozart/Pärt (2005)
- Werner Bärtschi (2000)
- Music For Three (1998)
- Hindemith. In Einer Nacht/Kleine Stücke (1995)
- Raritäten der Klaviermusik auf Schloss Husum (1995)
- Florent Schmitt : Quintette pour cordes et piano en si mineur, op.51, Quatuor de Berne, Accord (1981)

## Source
- (de) Cet article est partiellement ou en totalité issu de l’article de Wikipédia en allemand intitulé « Werner Bärtschi » (voir la liste des auteurs).